# Hilfe in sonstigen Lebenslagen
Die Hilfe in sonstigen Lebenslagen ist eine Leistung der deutschen Sozialhilfe, die in § 73 SGB XII geregelt ist.
Sie dient als Auffangnorm für Tatbestände, die nicht von den übrigen Regelungen der Sozialhilfe erfasst sind, aber dennoch einer Übernahme durch öffentliche Mittel bedürfen. Hierbei muss es sich um eine atypische Bedarfslage handeln, die nicht von den übrigen Leistungen der Sozialhilfe abgedeckt ist, aber eine gewisse Nähe zu den Hilfen in besonderen Lebenslagen (Leistungen nach dem 5. bis 9. Kapitel) aufweist.
Dies kann der Fall sein etwa bei Kosten zur Ausübung des Umgangsrechts, Mehrkosten durch Hygieneartikel aufgrund einer ausgebrochenen HIV-Infektion, und auch bei Fahrtkosten zum Besuch einer allgemeinbildenden Schule im Rahmen der Schulpflicht. Verneint wurde ein solcher Anspruch hingegen etwa bei Schulbüchern, selbst wenn die landesrechtlichen Regelungen keine Ausnahmeregelung für bedürftige Familien vorsehen, da es sich hierbei nicht um eine atypische Bedarfslage handele.
Bedeutung erfuhr die Hilfe in sonstigen Lebenslagen insbesondere deswegen, da auch Bezieher von Arbeitslosengeld II einen Anspruch auf diese Leistung haben können. Da im SGB II im Gegensatz zum SGB XII keine Anpassung der Regelsätze für besondere Bedarfe vorgesehen ist, versuchten viele Leistungsbezieher, nicht vom Regelsatz gedeckte Bedarfe über die Hilfe in sonstigen Lebenslagen zu erhalten. Seit der Regelsatz-Entscheidung des Bundesverfassungsgerichts und der damit verbundenen Einführung des Mehrbedarfs für atypische Bedarfe nach § 21 Abs. 6 SGB II im Jahr 2011 dürfte ein solcher Anspruch heute nur noch in Ausnahmefällen bestehen.